# NIC-41
La NIC-41  es una importante carretera nacional clasificada como troncal principal en Nicaragua. Esta vía comienza en el Oeste, conectándose con la NIC-3 en San Gabriel, Departamento de Jinotega y culmina en la NIC-43 en el poblado Las Cruces, departamento de Jinotega.

## Extensión
Con una extensión de 14,04 millas (22,6 km), la NIC-41 juega un rol clave en la conectividad y transporte de la región.